# I Love America (chanson)
Pour les articles homonymes, voir I Love America.
Singles de Patrick Juvet
Got a Feeling
(1978) Lady Night
(1979)
I Love America est une chanson disco de Patrick Juvet sortie en single en juin 1978. Elle figure également sur l'album dont elle est éponyme paru la même année. Le 45 tours s'est vendu à plus de 200 000 exemplaires en France et a été numéro 1 dans une quinzaine de pays.

## Histoire de la chanson
À la fin des années 1970, après ses premiers succès, Patrick Juvet a besoin de prendre ses distances avec le milieu de la chanson en France. Il se rend à New York. Il y croise les producteurs français Henri Belolo et Jacques Morali, coproducteurs du groupe Village People. Pour lui et avec lui, ils créent I Love America, un titre disco qui devient le numéro 1 dans quinze pays à la fois, dont la France et les États-Unis. « Là, la tête a tourné, mais je ne regrette pas. C’est important de vivre deux ans de limousine et de first class avec gardes du corps. J’ai gagné beaucoup d’argent, mais je l’ai claqué. »,,

## Liste des titres
| A. | I Love America (Part 1) | 3:40 |
| B. | I Love America (Part 2) | 2:15 |

| A. | I Love America    | 13:55 |
| B. | Where Is My Woman | 6:58  |

## Classements hebdomadaires
| Classement (1978–79)           | Meilleure place |
| ------------------------------ | --------------- |
| Canada (Top 30 Singles)        | 9               |
| Espagne (Promusicae)           | 29              |
| États-Unis (Disco Action)      | 5               |
| France (IFOP)                  | 10              |
| Italie (Music e dischi)        | 10              |
| Pays-Bas (Nederlandse Top 40)  | 26              |
| Pays-Bas (Nationale Hitparade) | 34              |
| Royaume-Uni (UK Singles Chart) | 12              |
| Suède (Sverigetopplistan)      | 19              |

## Reprises
- La chanson a été reprise par le duo musical de house anglais Full Intention en 1996 sous le titre America (I Love America).
- Maxime Guyot reprend la chanson de Patrick Juvet dans une version inédite à l'été 2021 pour rendre hommage à l'artiste disparu au printemps de la même année[13].
- Elle sert de bande son au film du même nom réalisé par Lisa Azuelos en 2022.